# Университарио (регбийный клуб)
«Клуб Университарио де Буэнос-Айрес» (исп. Club Universitario de Buenos Aires), «Университарио» или КУБА — аргентинский спортивный клуб, регбийная команда которого выступает в чемпионате Буэнос-Айреса. Также в клубе действуют команды по баскетболу, боксу, прыжкам в воду, фехтованию, лыжным гонкам, дюльферу, футболу, гольфу, хоккею с шайбой, плаванию, гонкам на яхтах, виндсёрфингу, фитнесу, тхэквондо, теннису, волейболу, водному поло, дзюдо и йоге.
Многие основатели клуба обучались на медицинском факультете, однако в среде болельщиков «Университарио» считается адвокатским клубом. Нынешние члены клуба владеют широким кругом профессий.

## История

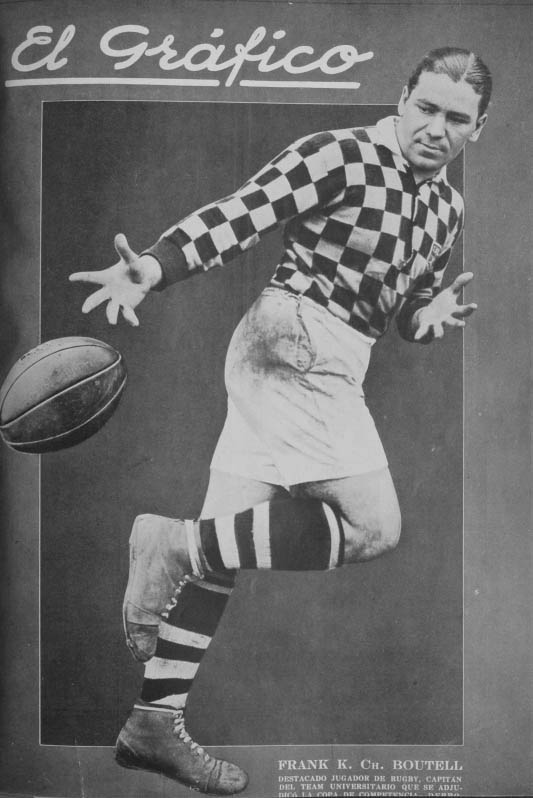
Регбист клуба Франк Боутелл, фотография в издании El Gráfico, 1926 год.

Клуб создан 11 мая 1918 года группой студентов, желавших проводить время в обстановке, свободной от политики. Главным условием для присоединения к клубу являлось наличие статуса студента университета. Одной из причин создания команды стал баскетбольный матч 1917 года, прошедший между членами Ассоциации молодых христиан. После игры некоторые спортсмены были вовлечены в беспорядки, за что позже подверглись наказанию. Некоторые из них стали основателями «Университарио».
Клуб имеет несколько представительств в разных городах страны:
- Штаб-квартира «Вьямонте» располагается неподалёку от части города, называемой «Трибуналес» («Суды»).
- Отделение в Палермо располагается в парковом районе «Авенида Фигероа Алькорта». До 1963 года земля использовалась Военно-воздушными силами Аргентины, после чего столичное правительство передало её клубу[3][4].
- Отделение в Нуньесе было открыто в 1959 году[5].
- Отделение в Вилья-де-Майо располагается в 30 километрах к северо-западу от Буэнос-Айреса[6].
- База «Кабанья-эль-Арболито» располагается в 80 километрах от города Сан-Карлос-де-Барилоче. Эта земля была передана правительством в 1931 году[4][7].
- База «Катедраль» также располагается близ Сан-Карлос-де-Барилоче[8].
- Отделение в Фатима появилось из-за подходящих условий для игры в гольф. Создание инфраструктуры было завершено в 1991 году[9].

## Достижения
- Торнео де ла УРБА: 13

1931, 1942, 1944, 1945, 1947, 1949, 1950, 1951, 1952, 1965, 1968, 1969, 1970